# Mxmtoon
Mxmtoon（エムエックスエムトゥーン）として知られているマイア（Maia、2000年7月9日 - ）は、アメリカ合衆国のソングライターとYouTuber 。実家ゲストルームで録音したデビューEP plum blossomが1億以上ストリーミングを記録し名前を知らせ始めた。2019年9月には、デビューアルバムthe masqueradeを発売した。

## 人物
マイアは2000年7月9日、カリフォルニア州オークランドで生まれ、メリット湖の近くで育った。
幼い頃から音楽に興味を持ち、兄がヴァイオリンを習っていたこともあって、小学1年生のときにマイアも一緒に習い始めた。 数年後、チェロとトランペットを始める。小学5年生のとき、彼女は学校のロックバンドのオーディションを受けた。
チェロを演奏すると思っていた彼女は、代わりにオアシスの「ワンダーウォール」を歌うように頼まれ、結局ヴォーカリストとして参加することになった。
2013年9月にYouTubeチャンネルを開設し、中学生の時にウクレレを弾き始める。

## 経歴

### 2017–2018: Plum Blossom
マイアは2017年に「mxmtoon」という別名でYouTubeで楽曲を発表し始め、この名前は彼女のイニシャルに由来する。彼女の初期の作品は、両親のゲストルームでGarageBandを使ってレコーディングされた。
2017年にローファイ・プロデューサーのPeachyとコラボした "Falling for U "は初期の代表曲となり、それ以来Spotifyで3億回以上のストリーミングを獲得している。 
2018年、マイアはデビューEP『Plum Blossom』をリリースし、翌年3月に予定されていた "Plum Blossom Tour "を伴った。
当初は2019年3月に同じカリフォルニア出身のシンガー・ソングライター、カイ・ドリームスと5回のアメリカ公演が予定されていたが、完売したため、ベッドルームポップYouTuberのキャヴタウンのオープニング出演を含む北米とヨーロッパでの追加コンサートに延期された。
高校卒業後、マイアは音楽に集中するために大学を浪人し、ギャップイヤーを取った。2018年4月に彼女の音楽がバイラルになるまで、彼女は高校卒業後、建築を勉強する予定だった。

### 2019–2021: The Masquerade, Dawn, and Dusk
マイアのデビュー・スタジオ・アルバム『The Masquerade』は2019年9月17日にリリースされ、アルバムは全米インディーズ・アルバム・チャートで45位を記録。
アルバムのリリースに伴い、Spotifyによるオーディオ日記形式のポッドキャスト『21 Days』が配信され、ニューヨークでプロジェクトに取り組んでいる間のマイアの活動が紹介された。
アルバムをサポートするため、マイアはアルバムのリリースと同月に北米とイギリスを回る『The Masquerade Tour』に乗り出した。
彼女の初のグラフィックノベル『The Adventures Of mxmtoon： The Masquerade』は2019年10月に販売を開始した。
彼女の初のグラフィックノベル『The Adventures Of mxmtoon： The Masquerade』は2019年10月に販売を開始、その翌月、マイアはKobalt Music Groupのレーベルとグローバル出版契約を結んだ。 
彼女は直後にリミックス・アルバム『The Masquerade (The Edits)』をリリースし、『The Sims』のゲームで使わていれる架空の言語、シムリッシュで「Prom Dress」をレコーディング。